# 國王十字 (悉尼)
国王十字／英皇十字街／英皇十字區，是澳洲第一大城市悉尼内城區的區域。它位於雪梨中央商業區以東約兩公里，鄰近地區有樸斯般、伊利沙伯灣、瑞熙卡爾特灣和達令赫斯特。這裡是有名的紅燈區，並且被稱為是犯罪的溫床。雖然它曾經以音樂廳和戲劇院出名，但是自從二次世界大戰以來，由於歸國士兵和到訪水兵集中在臨近的花園島海軍基地上岸，此地區發生了迅速的改變。現在這裡已被酒吧、餐廳（特別是咖啡館）、夜店、脫衣舞酒吧和成人書店所取代。

## 歷史

### 原住民
澳洲土著卡第果人居住在這片土地上已有千年的歷史，然而1791年歐洲人移民進來後傳入了天花，破壞了他們的傳統食物來源，从而對他們帶來了重創。

### 歐洲移民
1897年為了慶祝維多利亞女皇的登基鑽禧紀念，位于今天英皇十字街最南邊的威廉街、達令赫斯特道和域多利街交匯路口命名為“Queens Cross”（女皇十字）。但是因為此名易與雪梨市中心京街的皇后廣場相混淆，所以於1905年更名為“Kings Cross”（国王十字），以紀念澳洲君主愛德華七世。
在19世紀上半葉，英皇十字区和樸斯般區域是雪梨最高尚的地區之二，既可很方便到达市中心，又可遠離中心城區的喧囂及異味。此外，往東和往北方向，此區域可享居高臨下的海港景色，區内部分地方往西則甚至可遠眺藍山風景。

## 交通
地區邊緣有國王十字車站。